# On the House
On the House — перший мікстейп хіп-хоп супергурту Slaughterhouse, який став приступним для безкоштовного завантаження на сайті DatPiff 19 серпня 2012 р. Реліз видано з метою реклами другого студійного альбому Welcome to: Our House. Мав платиновий статус на DatPiff (за критеріями сайту) з понад 290 тис. завантажень. Гост: DJ Drama. 

## Передісторія
7 липня 2012 в інтерв'ю Дженні Бум Бум Royce da 5'9" заявив, що гурт випустить передальбомний мікстейп приблизно в перший тиждень серпня. 6 серпня вийшло промо-відео, де можна було почути трек «See Dead People». Репер Sauce tha Boss, підписант C.O.B., лейблу Crooked I, повідомив через свій Твіттер-акаунт, що реліз з'явиться у п'ятницю 10 серпня. Проте цього не сталося.
7 серпня Royce Da 5'9" оприлюднив обкладинку мікстейпу, яку, як виявилося в день випуску, замінили іншою. 18 серпня на Thisis50.com з'явився офіційний список пісень. Через свій Твіттер Royce da 5'9" підтвердив, On the House видадуть 19 серпня опівдні за стандартним східним часом. Через технічні проблеми з аудіофайлами реліз перенесли на одну годину.

## Список пісень
| #   | Назва                           | Продюсер(и)           | Тривалість |
| --- | ------------------------------- | --------------------- | ---------- |
| 1.  | «Back the Fuck Up»              | StreetRunner, Sarom   | 6:15       |
| 2.  | «Weight Scale»                  | Salaam Remi           | 5:15       |
| 3.  | «On the House»                  |                       | 3:47       |
| 4.  | «Sucka MC's» (з участю Freeway) |                       | 5:09       |
| 5.  | «Ya Talkin»                     | J.U.S.T.I.C.E. League | 4:17       |
| 6.  | «All on Me»                     | The Alchemist         | 3:59       |
| 7.  | «See Dead People»               | AraabMuzik            | 7:57       |
| 8.  | «Where Sinners Dwell»           | Hit-Boy               | 2:41       |
| 9.  | «Juggernauts»                   | The Klasix            | 4:02       |
| 10. | «Coming Home»                   | Arxym Jai             | 5:28       |
| 11. | «Gone» (з участю K-Young)       | Pitchshifters         | 4:59       |
| 12. | «Who I Am» (з участю SLV)       | Flawless Beatz        | 4:24       |
| 13. | «Truth or Truth Pt.1»           | No I.D.               | 14:31      |

Примітки
- Оригінальний інструментал «Back the Fuck Up» — «Roman in Moscow» у вик. Нікі Мінаж.
- Оригінальний інструментал «See Dead People» — «1,2,3 Grind» у вик. Ллойда Бенкса.
- Оригінальний інструментал «Weight Scale» — «Nasty» у вик. Nas.
- Оригінальний інструментал «Ya Talkin» — «Maybach Music III» у вик. Ріка Росса.
- Оригінальний інструментал «Where Sinners Dwell» — «Cold» у вик. Каньє Веста.
- Оригінальний інструментал «Truth or Truth Pt.1» — «Tears of Joy» у вик. Ріка Росса.
- «Juggernauts» містить семпл голосу Емінема з пісні «Patiently Waiting» у вик. 50 Cent.